# Schloss Herberstein

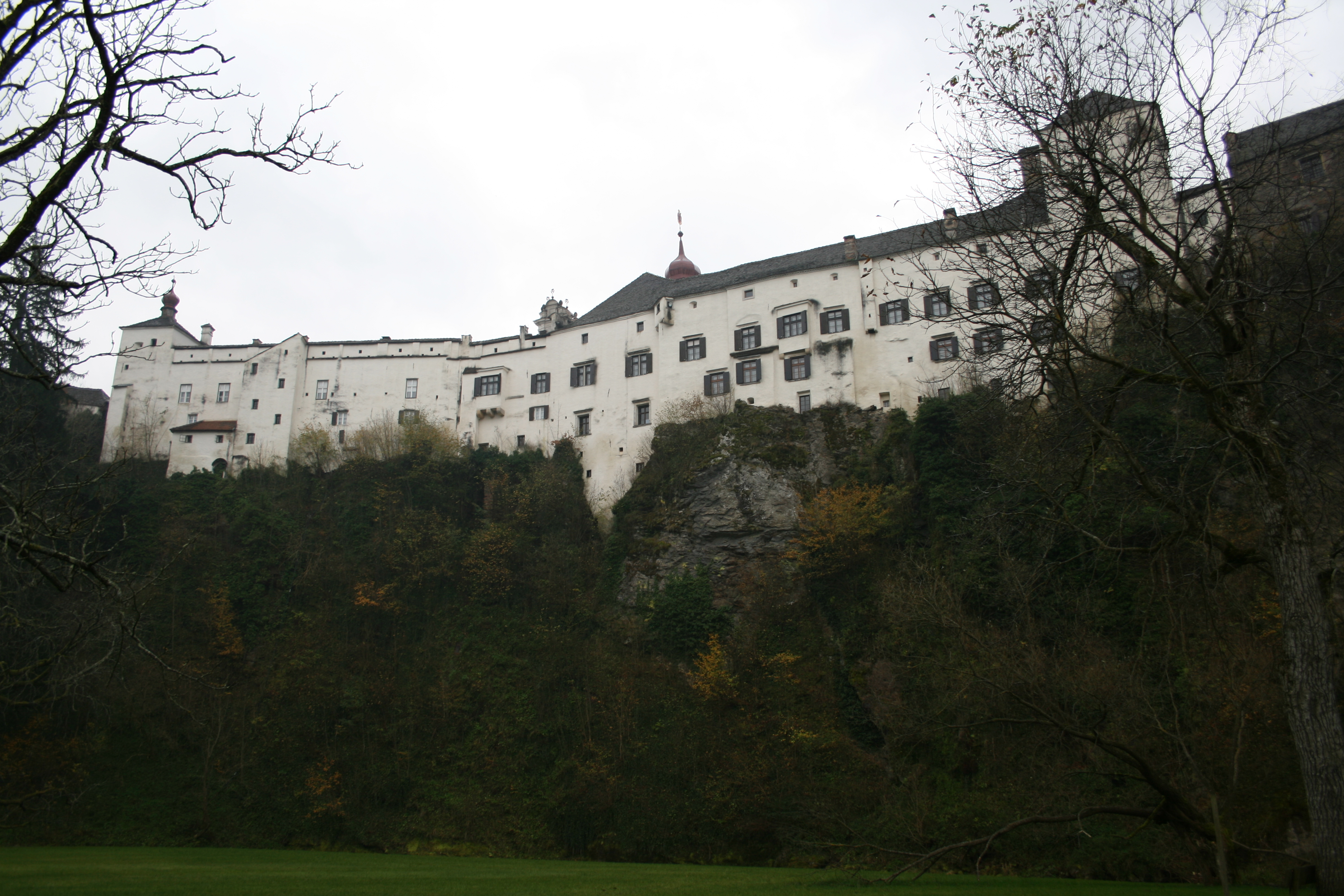
Schloss Herberstein von der Feistritzklamm aus gesehen (November 2006)

Schloss Herberstein liegt in der Gemeinde Stubenberg nahe dem Tierpark Herberstein. Es steht hoch oben auf einem Ost-West gerichteten Felssporn, der nach Norden steil abfällt, in der Feistritzklamm. Das wehrhafte Schloss, aus der Entfernung nicht zu sehen und schwer zugänglich, liegt an einer strategisch günstigen Stelle.

## Geschichte
Die ältesten Bauteile des Schlosses stammen aus dem frühen 12. Jahrhundert. 1290 kaufte die Familie Herberstein den bis dahin entstandenen zweigeschoßigen Palas mit dem Bergfried. Die nach Herwig von Krottendorf Herwigstein genannte kleine Burg stand unter dem Lehen der Stubenberger. Otto von Hartberg konnte das Lehen gegen Bezahlung in Freies Eigen (Allod) umwandeln und gilt seither als Ahnherr der Herberstein.
Um 1400 wurde die Burg durch eine mächtige Vorburg erweitert, die die schon um 1370 errichtete, gotische Katharinenkapelle miteinschloss, welche zuvor außerhalb der Burg stand. Die Vorburg erfuhr im 15. Jahrhundert mehrere Erweiterungen. Mitte des 16. Jahrhunderts wurde die Burg in einen Wohnbau mit Renaissance-Elementen unter „Georg dem Breiten“ umgestaltet und erweitert, um den zahlreichen Nachkommen Platz zu bieten. Im 17. Jahrhundert wurde der prunkvolle Rittersaal errichtet. Die Stuckdecke wurde vom italienischen Stuckateur Alessandro Serenio entworfen. Bis 1624 wurde der tiefe Burggraben überbaut. Mitte des 17. Jahrhunderts entstand durch Baumeister Antonio Solari nach italienischem Vorbild der Florentinerhof und bis zum Ende des Jahrhunderts wurden Georgskapelle, Gärtnerhaus und Meierhof fertiggestellt.
Im 17. und 18. Jahrhundert gehörte rund ein Fünftel der Steiermark zur Grundherrschaft der Grafen Herberstein, rund 1000 Bauernhöfe waren dem Schloss zinspflichtig. Das Schloss ist auch heute noch im Besitz der Familie Herberstein und dient als Wohn- und Verwaltungssitz. Ein Teil der Anlage kann in Führungen besichtigt werden.
Der Rundweg Feistritzklamm entlang der Feistritz (Lafnitz) und die prachtvollen seit dem 16. Jahrhundert bestehenden Gärten stellen weitere Attraktionen dar.
Im Tennengebäude, das im Jahr 1593 erstmals erwähnt wird und im Jahr 2004 durchgreifend saniert und um eine neue Ausstellungshalle erweitert wurde, befand sich von 2004 bis 2022 das Gironcoli-Museum. Im Jahr 2023 wurden in diesem Gebäude ein Indoorspielplatz und im Zuge der Steiermark-Schau das Haus der Biodiversität eröffnet.
Nördlich des Schlosses ist auf einer Anhöhe ein Wehrturm erhalten.

## Bilder

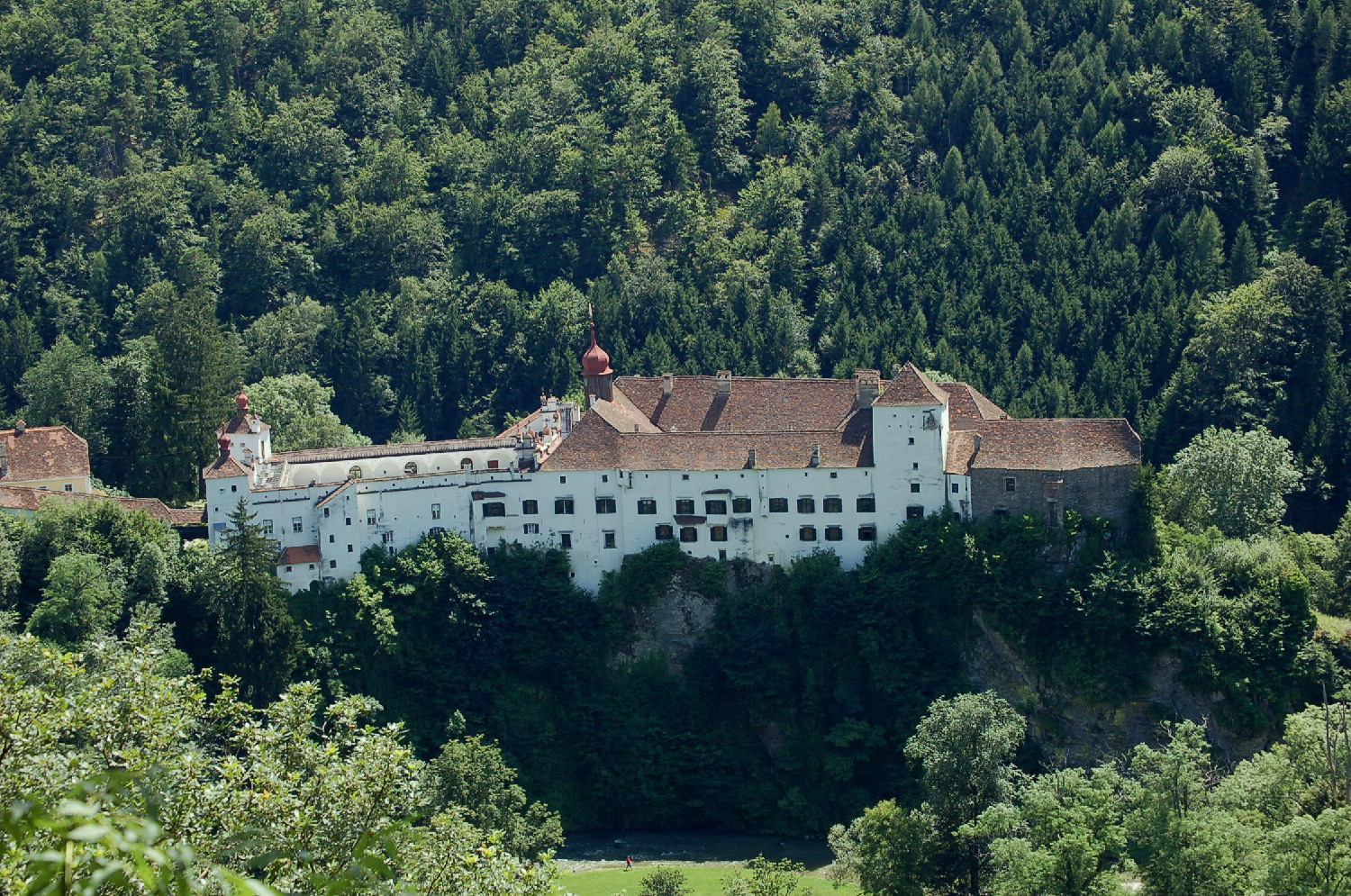
Schloss Herberstein (Juli 2006)
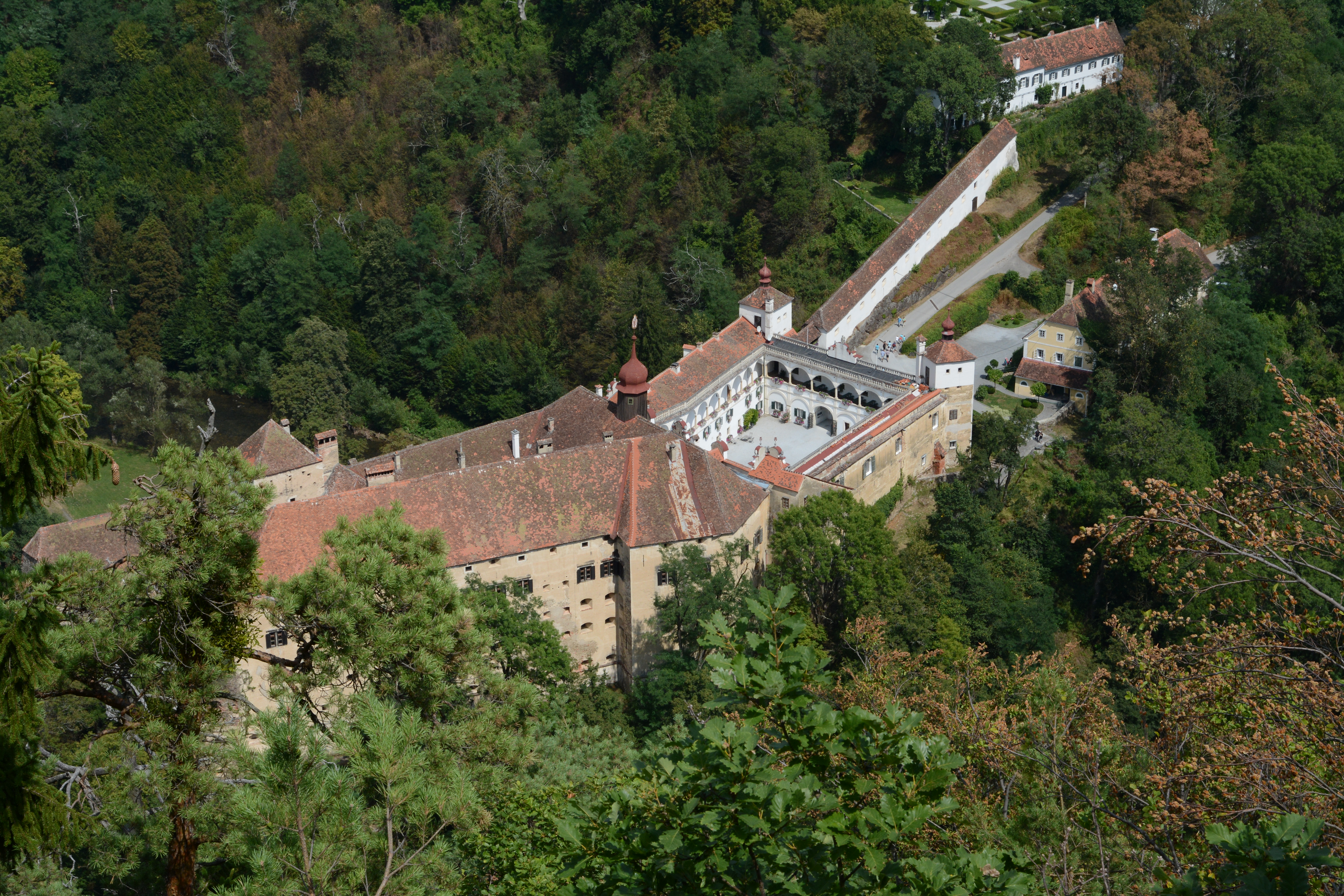
Schloss Herberstein (August 2013)
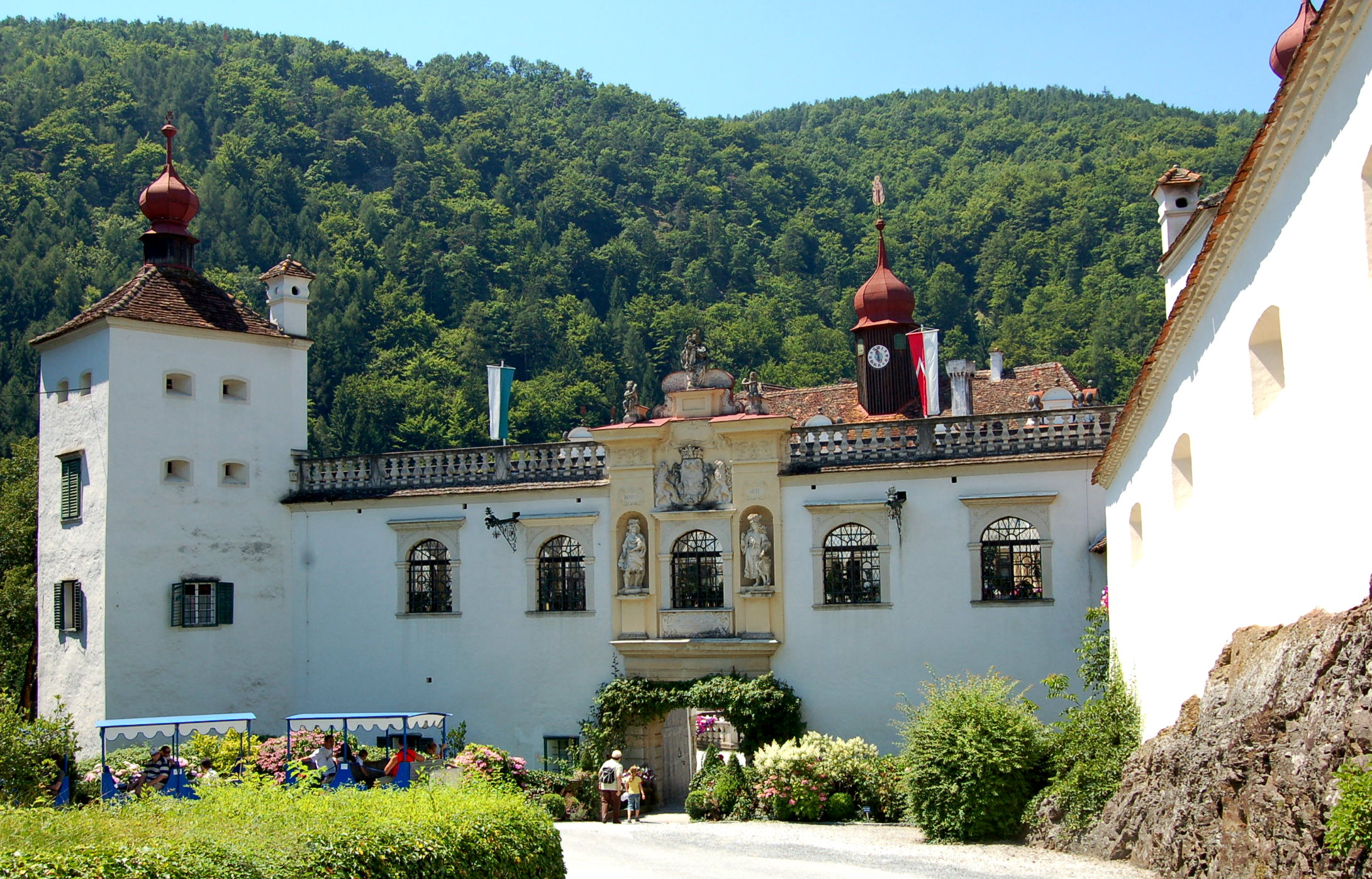
Eingang zum Schloss
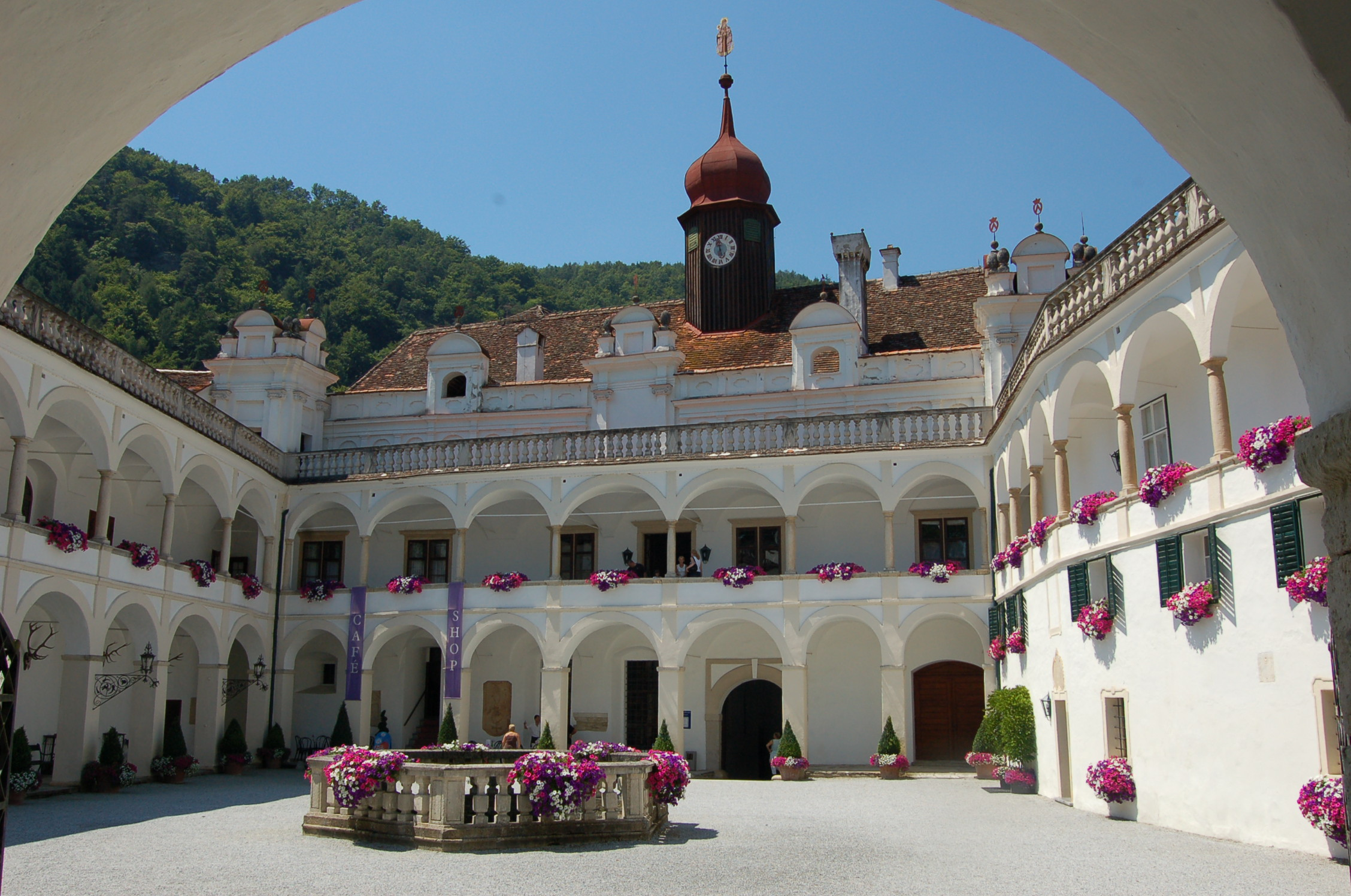
Schlosshof, Blick vom Eingang
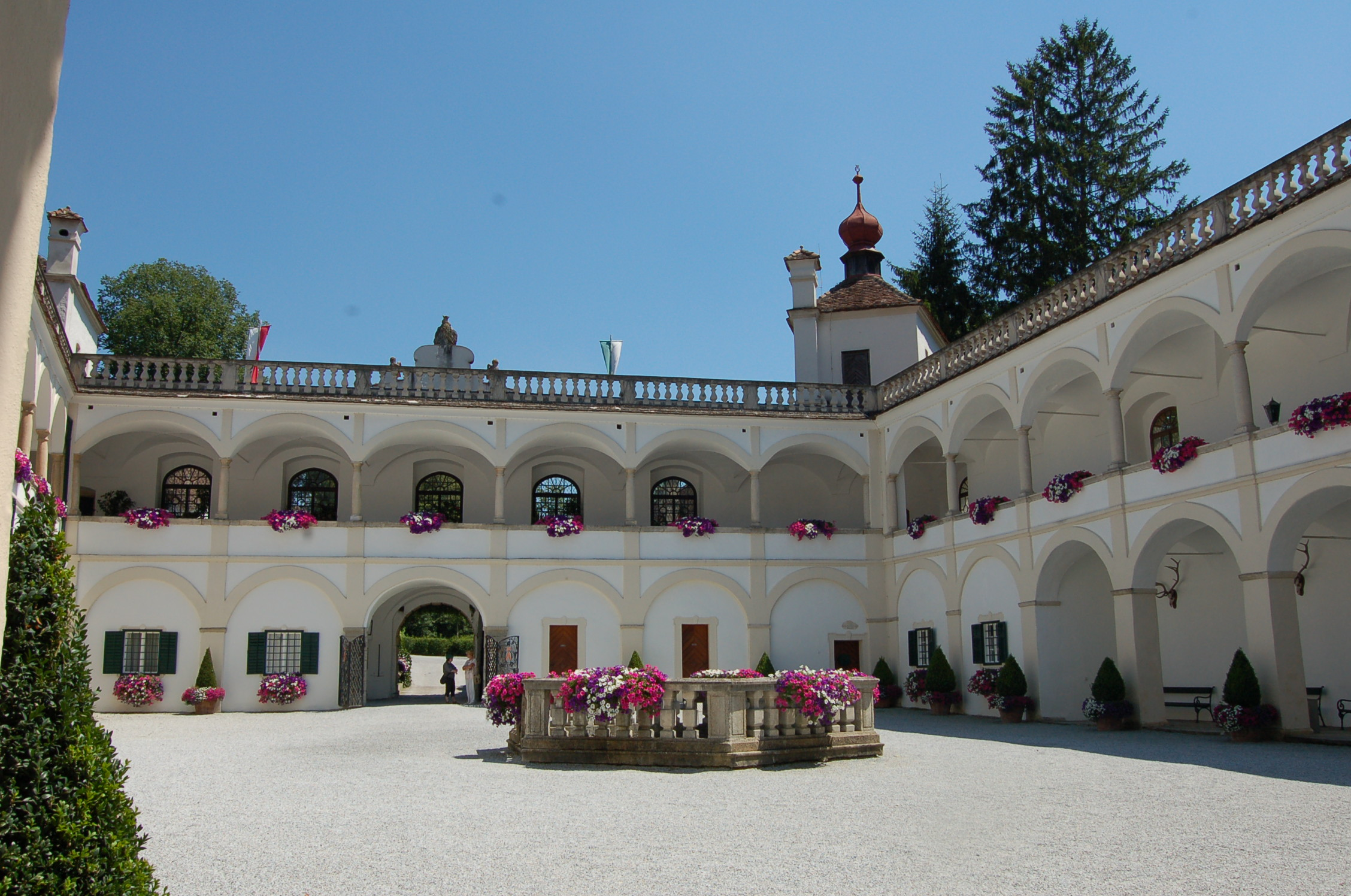
Schlosshof, Blick zum Eingang